# 欧洲摩弗伦羊

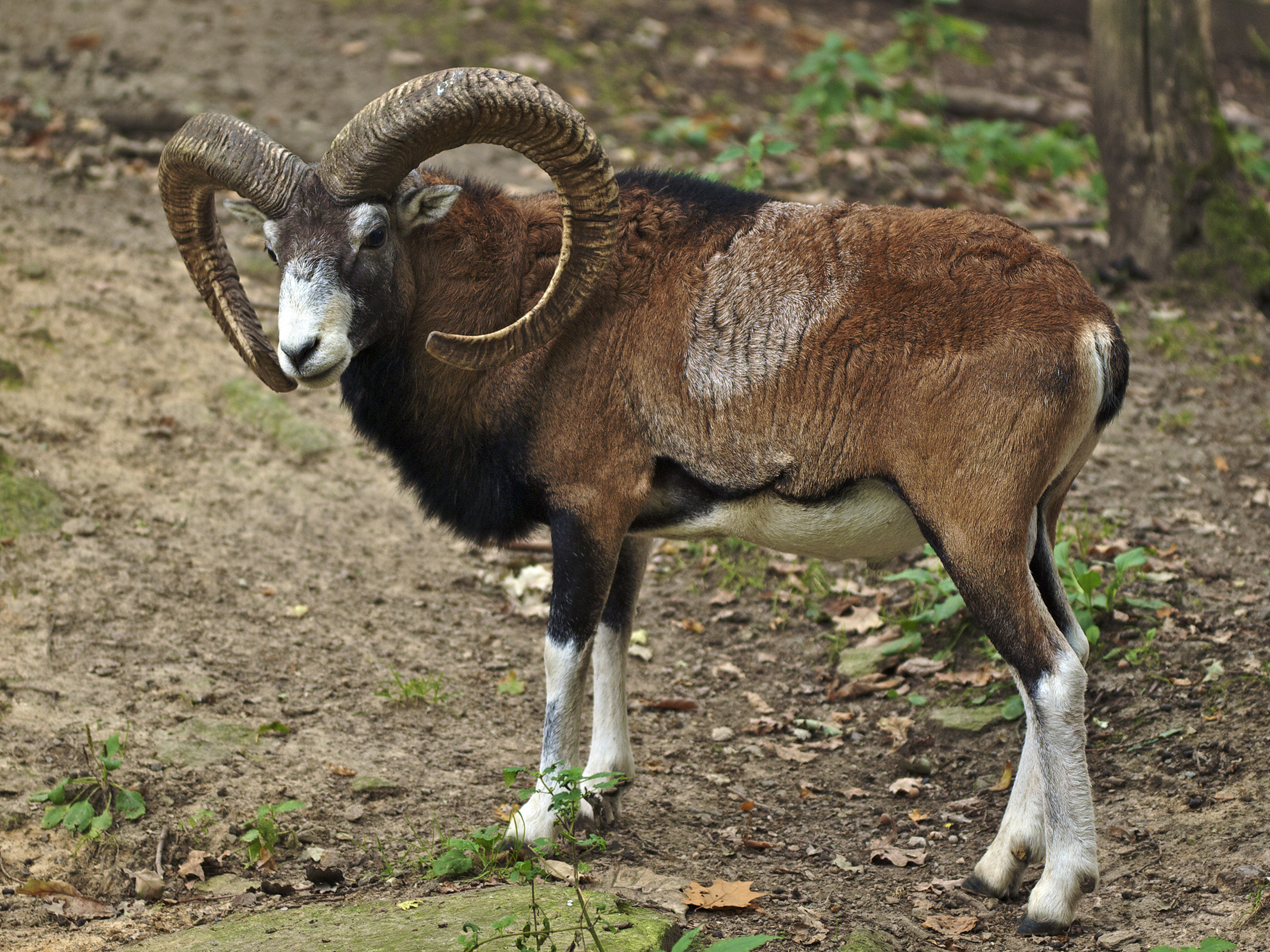
一隻公羊

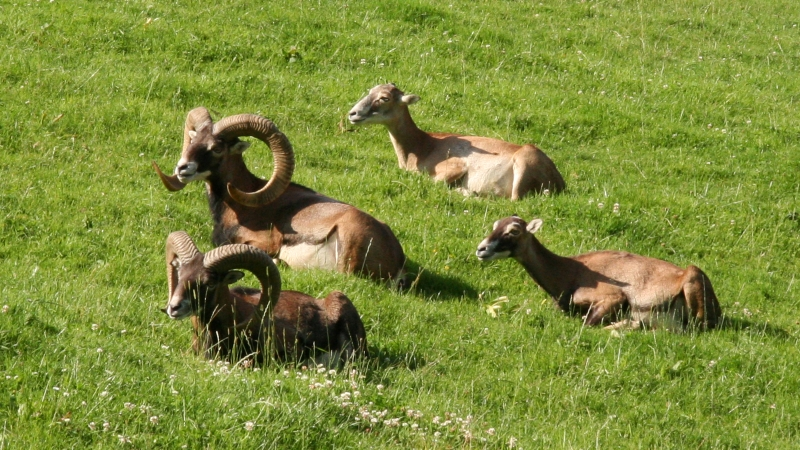
兩隻公羊和兩隻母羊

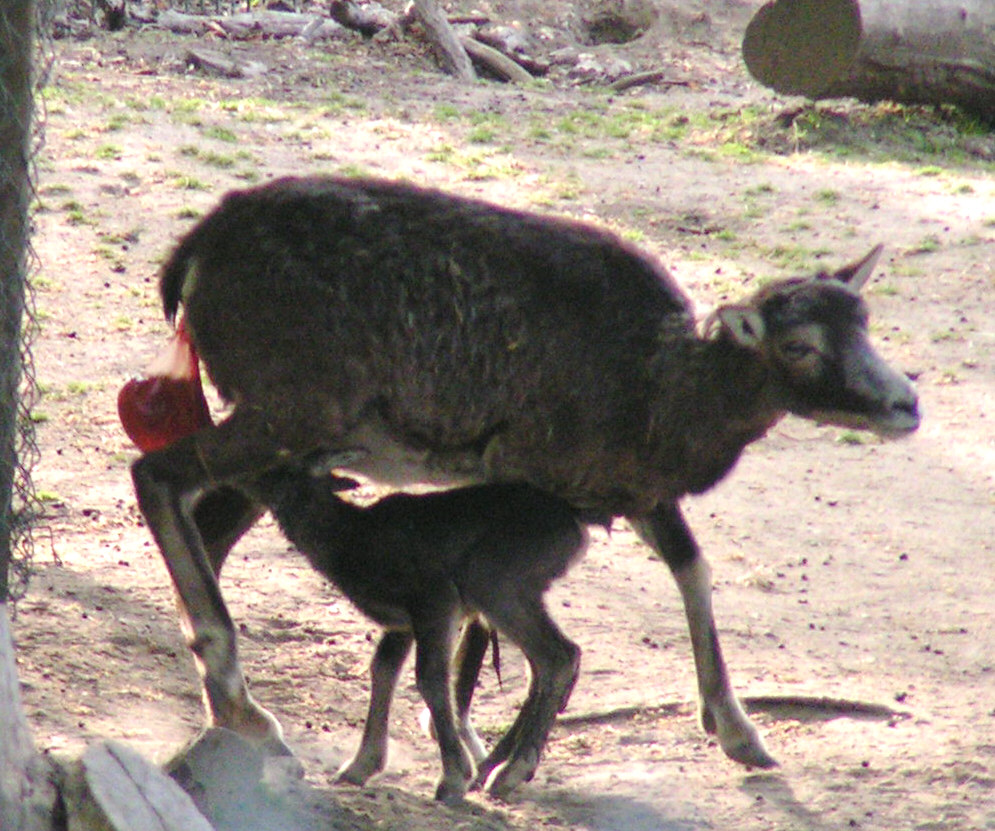
母羊與剛出生的羔羊

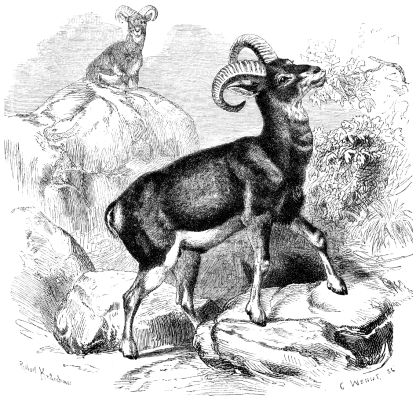
科學參考書Brehms Tierleben中的歐洲摩弗倫羊

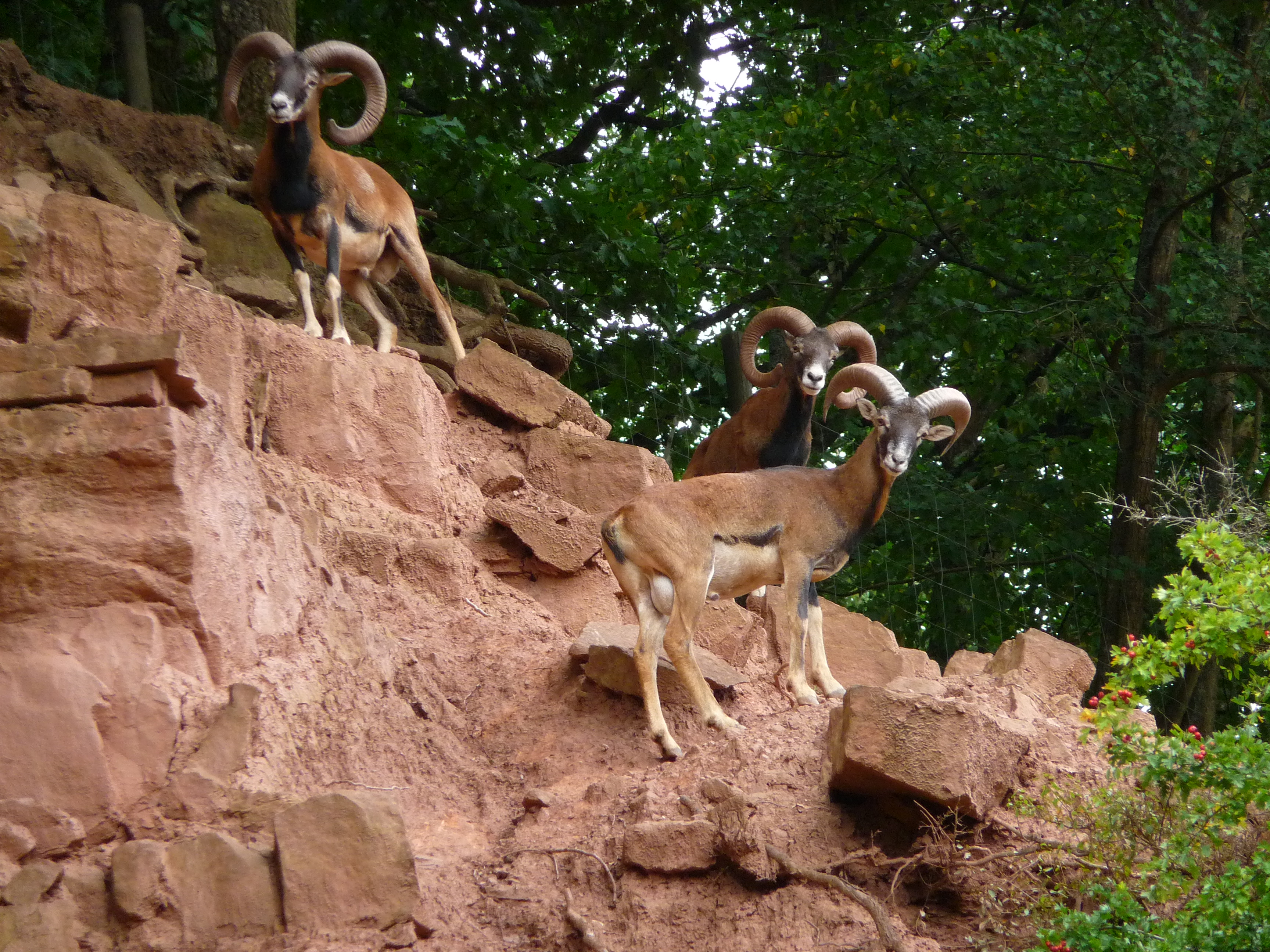
在貢多夫，艾費爾國家公園的公羊群

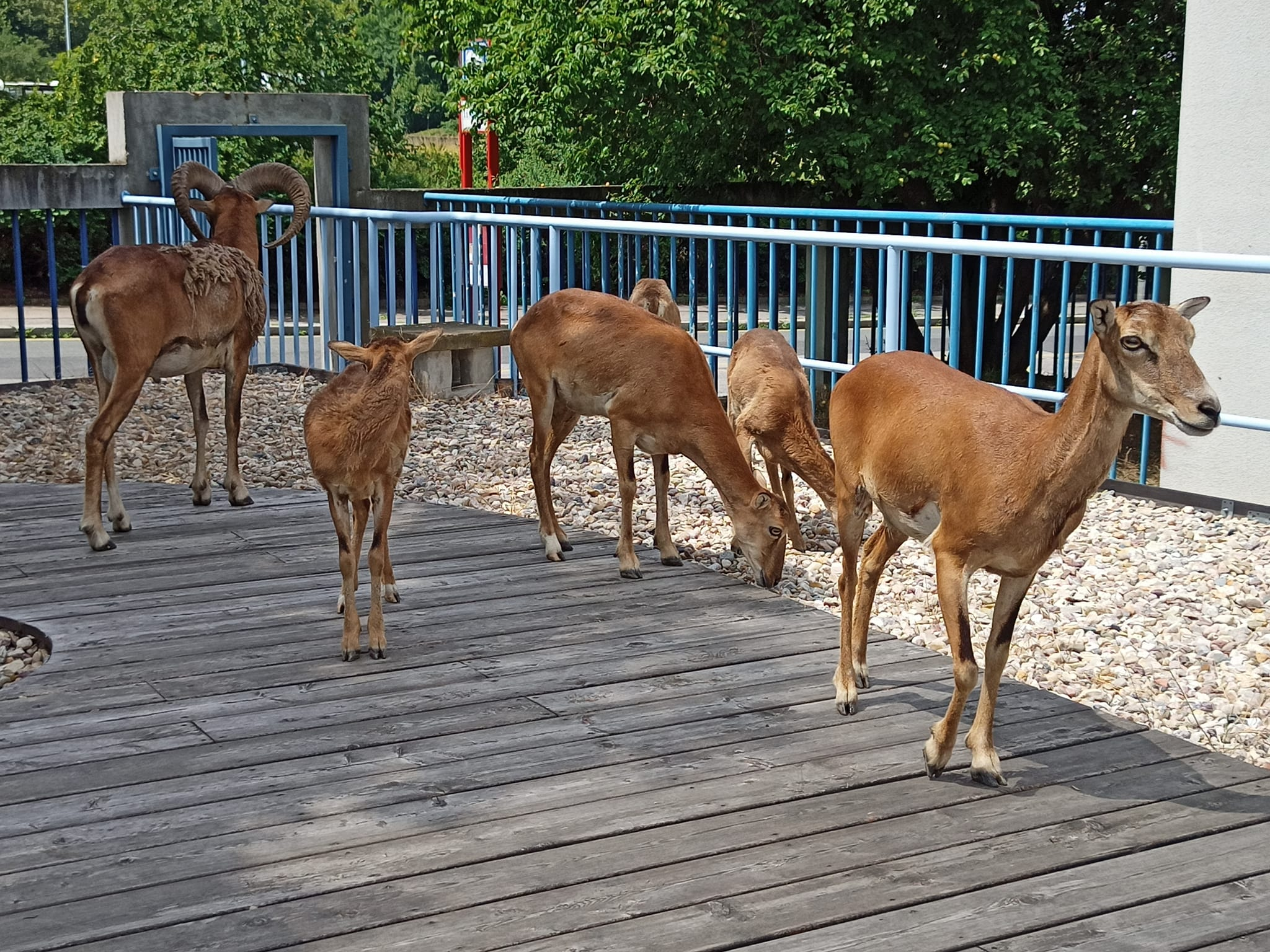
在布拉格，Thomayer醫院的歐洲摩弗倫羊群

歐洲摩弗倫羊（學名：Ovis aries musimon）又名歐洲盤羊，是一種野化的原始家羊亞種，原產於西亞，主要分布於歐洲與西亞地區。雄性個體稱為公羊（ram），雌性稱為母羊（ewe），其幼崽則稱為羔羊（lamb）。

## 外觀
歐洲摩弗倫羊的體長可達120公分，肩高約90公分。母羊的體重介於25至40公斤之間，而公羊則約為35至55公斤。牠們的毛髮短而光滑，公羊的夏季毛色呈狐紅色帶棕色，背部通常有白色的鞍狀斑紋；母羊的毛色則為褐色。冬季時，公母羊的毛色均會變深。公羊擁有螺旋形的長角，最大可達80公分；母羊的角則有明顯的地域差異：在撒丁島，多數母羊無角；而在科西嘉島，母羊通常具有稍微向後彎曲的小型角。

## 感官
歐洲摩弗倫羊的祖先主要棲息於林線以上的開闊地區，因此發展出高度敏銳的視覺。牠們側置的眼睛使其能不轉頭便監視廣闊的視野。然而，年長的公羊因角尖位置可能限制視野，角逐也會導致角部磨損。
歐洲摩弗倫羊的雙眼視覺僅限於臉部弧度約60%的範圍內，能感知景深；其餘視野則用於察覺移動物體。一旦在側視範圍內感知到物體移動，牠們會轉頭確認位置，接著利用嗅覺與聽覺進一步評估威脅。歐洲摩弗倫羊可在1,000公尺外辨認出人類的身影。
視覺對羊群的凝聚力至關重要。失散的歐洲摩弗倫羊會快速奔跑尋找羊群，隨後透過嗅覺追蹤群體的所在位置。而聽覺則有助於羊群內部的社會關係維繫。

## 發聲
歐洲摩弗倫羊的聲音種類繁多，包括聯絡叫聲、警告叫聲、哀鳴及公羊在發情時的低吼聲。母羊會在羔羊出生後數分鐘內發出低沉短促的叫聲，羔羊則以叫聲回應。母羊用拖長的叫聲尋找自己的羔羊，羔羊則會發出響亮的聲音以回應；當遭受攻擊或重傷時，羔羊會發出哀鳴聲，但成年歐洲摩弗倫羊通常不會如此。
當遇到危險時，歐洲摩弗倫羊會通過鼻腔發出嘶嘶聲。輕微驚擾時，聲音較小；威脅較大時，聲音則更為響亮。若領頭羊發出警告聲，整群歐洲摩弗倫羊會立即逃跑；若是其他羊發出警告聲，羊群則會先採取防禦姿態，等待領頭羊的決定。
公羊追逐發情母羊時，會發出咕嚕聲與低吼聲。公羊之間的角鬥聲，是歐洲摩弗倫羊最具代表性的聲音之一，這些碰撞聲雖然主要出現在交配季節，但全年都有可能發生。

## 分布
歐洲摩弗倫羊的原生棲地為乾燥多石的開闊山地。在現代中歐，牠們棲息於落葉林與混合林之中，分布範圍涵蓋低地、高地、高原，偏好乾燥多石的土壤環境。然而，在潮濕或土壤不良的環境中，牠們容易罹患腸道疾病與腐蹄病，甚至可能因此死亡。

## 天敵
由於歐洲摩弗倫羊的逃逸行為高度適應高山環境，在低地地區牠們的生存條件嚴苛，除非自然天敵缺乏，否則很難存活。例如，盧薩蒂亞地區因灰狼回歸，當地的歐洲摩弗倫羊族群於短時間內幾乎滅絕；然而，同一地區的野豬、狼的主要獵物如鹿類則幾乎未受影響。這一現象隨著狼於中歐棲地的進一步擴展，可能會獲得更多驗證。
此外，歐亞猞猁在德國哈茲山區的再引入，結合嚴寒冬季，也導致當地歐洲摩弗倫羊數量顯著下降。在狩獵記錄中，1903年引入Göhrde國家森林的歐洲摩弗倫羊，因狼群回歸幾乎滅絕。

## 行為
歐洲摩弗倫羊通常形成由年長母羊領導的小型羊群。在非交配季節，公羊則多以單獨或分群形式活動。到了交配季節，公羊會為了爭奪母羊而相互以彎曲的羊角猛烈撞擊，試圖驅趕對手。
歐洲摩弗倫羊是草食性動物，食性廣泛，但也會啃食樹皮，對樹木的生長造成嚴重影響。牠們的交配季節多在每年10月至11月之間，妊娠期約為五個月，羔羊通常在翌年3月至4月出生。每胎一般生下一到兩隻羔羊，哺乳期約為六個月。
歐洲摩弗倫羊的活動模式與許多溫帶地區的偶蹄類動物相似。牠們在黎明和黃昏最為活躍，主要用於覓食，有時也會表現出夜間活動的行為；而在一天中的中段時間，通常以休息為主。歐洲摩弗倫羊大多為定居性物種，但在夏季乾旱期間，春季家畜群進入牠們的棲息地，或因尋找水源和更好的牧場等情況下，可能進行季節性遷移。在大雪過後，也曾有歐洲摩弗倫羊進行更遠距離遷徙的紀錄。

## 歷史
關於歐洲摩弗倫羊的歷史，學界至今尚有爭議。一些學者認為，3,000至4,000年前，由於棲地被隔離以及過度狩獵，歐洲摩弗倫羊在歐洲大部分地區滅絕，只殘存於科西嘉島與撒丁島；另一些學者則認為，歐洲摩弗倫羊是在史前時期由人類引入地中海地區。部分動物學家認為，歐洲摩弗倫羊並非真正的野生物種，而是早期家羊的後裔。家羊的馴化大約發生在公元前9,000至8,500年間，起源於黎凡特及東地中海地區，而歐洲摩弗倫羊可以視為這一早期馴化過程的「活化石」。
基因研究顯示，歐洲摩弗倫羊約在7,000年前隨新石器時代的人類遷徙到達科西嘉島與撒丁島，此前並無牠們的生存記錄。
在過去200年間，歐洲摩弗倫羊被引入歐洲的多個地區。例如，奧地利的薩伏伊歐根親王曾在其維也納的野生動物園中飼養歐洲摩弗倫羊，後來部分個體被轉移至Lainzer野生公園。1840年，又從科西嘉島與撒丁島引入19隻歐洲摩弗倫羊，經過20年的飼養，牠們的數量大幅增加，獵人一年內最多可狩獵60隻。隨後，匈牙利、波希米亞及西里西亞等地也開始引入歐洲摩弗倫羊作為狩獵的目標物種。
20世紀初，歐洲摩弗倫羊從撒丁島與科西嘉島被引入德國，其中，漢堡商人Oscar Louis Tesdorpf對推動其本土化起到了重要作用。1903年，首批歐洲摩弗倫羊被釋放到Göhrde國家森林；1906年，又有歐洲摩弗倫羊被引入哈茨格羅德；接著牠們被陸續引入陶努斯與索林地區。令人驚訝的是，歐洲摩弗倫羊更偏好平坦或低地的森林環境，而非多岩的山區。
歐洲摩弗倫羊與家羊混養，尤其與匈牙利的Racka羊進行雜交，使牠們的基因多樣化。
第一次世界大戰期間，歐洲摩弗倫羊的數量大幅減少；1938年，德國僅存約2,500隻。第二次世界大戰後，全球歐洲摩弗倫羊數量於1954年僅剩約4,500隻。隨著後續的精心管理，牠們的數量逐漸恢復，到1967年增至約20,000隻，其中德國約有7,000隻，奧地利、匈牙利、捷克斯洛伐克則分別約有2,000隻。
1971年至1974年間，歐洲摩弗倫羊被引入巴伐利亞森林南部，該計畫由維特爾斯巴赫基金會推動。當地歐洲摩弗倫羊數量一度增至近100隻，但到2008年，受旅遊、狩獵以及重新引入的猞猁捕食影響，數量降至約30隻。
1969年1月，盧森堡格倫瓦德飼養的歐洲摩弗倫羊被轉移至坎多夫國家保護區，並於1970年放生，後來牠們逐漸擴散至上索爾地區（Obersauer）及帕克霍辛根周邊，尤其在埃希特納赫形成穩定族群。

## 當前分布
在科西嘉島與撒丁島，因過度狩獵及偷獵，歐洲摩弗倫羊的數量曾一度瀕危。透過嚴格的保護政策及再引入計畫，牠們的數量逐漸回升。科西嘉島自1953年起禁止獵捕歐洲摩弗倫羊，其數量由1967年的約180隻增至2010年的800隻；撒丁島的歐洲摩弗倫羊數量則從1955年的約700隻下降至1967年的300隻，但在保護計畫的推動下，至1980年增至超過1,000隻，2015年則增至約6,000隻。
相較於科西嘉島，歐洲摩弗倫羊在其他地區的分布更為廣泛。目前，捷克、德國、匈牙利與奧地利的歐洲摩弗倫羊數量最多，其次在西班牙、波蘭、法國、斯洛文尼亞、斯洛伐克、克羅地亞、波士尼亞與赫塞哥維納、塞爾維亞及保加利亞等地也有大量分布。
在中歐，歐洲摩弗倫羊族群估計超過60,000隻（2005年約為90,000隻），其中捷克約有17,500隻，是族群數量最多的國家。2010年，德國的歐洲摩弗倫羊數量約為15,600隻（2005年約為20,600隻），分布於120個族群；匈牙利、奧地利則分別有約10,600隻、7,500隻（奧地利的福拉爾貝格邦無族群分布）。1980年代早期，歐洲摩弗倫羊從法國遷移至瑞士瓦萊，當地現有兩個族群，約200隻個體。
國際自然保護聯盟（IUCN）將歐洲摩弗倫羊視為早期家羊的野化族群，因此未為該亞種進行保護狀態的評估。

## 狩獵
歐洲摩弗倫羊視覺極為敏銳，能在1,000公尺外辨認人類，這與主要依賴嗅覺的鹿類截然不同。儘管歐洲摩弗倫羊體型較小，但牠們生性堅韌，必須使用威力足夠的武器才能確保一擊致命。

### 德國
在德國，歐洲摩弗倫羊的狩獵受《聯邦狩獵法》規範。2015/16年度的狩獵季中，德國共捕獵8,000隻歐洲摩弗倫羊（2010/11年度為7,270隻），其中3,000隻來自萊因蘭-法爾茲及圖林根，占總捕獵量的38%。十多年來，捕獵數量基本穩定。較高的捕獵量主要是為了控制野生動物對環境的破壞，同時維持健康的族群數量。

### 奧地利
2015/16年度的狩獵季中，奧地利共捕獵2,450隻歐洲摩弗倫羊（2014/15年度為2,640隻），其中885隻來自下奧地利，占總捕獵量的36%。

## 延伸閱讀
- Holger Piegert, Walter Uloth: Der Europäische Mufflon. DSV-Verlag, Hamburg, 2005, ISBN 3-88412-429-3.
- Herbert Tomiczek, Friedrich Türcke: Das Muffelwild. Naturgeschichte, Hege und Jagd. Kosmos, Stuttgart, 2003, ISBN 3-440-09652-1.
- Walter Uloth: Das Muffelwild. Ovis ammon musimon. Die neue Brehm-Bücherei, Vol. 491. Westarp-Wissenschafts-Verlags-Gesellschaft, Hohenwarsleben, 2004, ISBN 3-89432-175-X.
- Manfred Fischer, Hans-Georg Schumann: Muffelwild. Ansprechen und bejagen. Neumann-Neudamm, Melsungen, 2004, ISBN 3-7888-0826-8.
- Jorge Cassinello. . CABI Compendium.   [2024-11-18]. doi:10.1079/cabicompendium.71353. （原始内容存档于2025-06-18）.